# Catalogul colecției Romanul de dragoste (Editura Eminescu)
Începând cu anul 1970, Editura Eminescu a lansat sub numele „Romanul de dragoste” (cunoscută popular sub denumirea „colecția romb”) o serie de romane de dragoste cuprinzând un număr de aproximativ 240 de titluri, având autori atât români cât și străini. Colecția a fost numerotată începând cu numărul 1, prima carte publicată fiind romanul Adam și Eva scris de Liviu Rebreanu. Aceasta este o listă cronologică și în ordinea numerotării a volumelor publicate în această colecție:

## Lista cărților
| Număr | Anul | Autorul                                                                                         | Titlul                                                                 |
| ----- | ---- | ----------------------------------------------------------------------------------------------- | ---------------------------------------------------------------------- |
| 1     | 1970 | Liviu Rebreanu                                                                                  | Adam și Eva                                                            |
| 2     | 1970 | Camil Petrescu                                                                                  | Patul lui Procust                                                      |
| 3     | 1970 | Mihail Sadoveanu                                                                                | Cazul Eugeniței Costea                                                 |
| 4     | 1970 | Guy de Maupassant                                                                               | O viață                                                                |
| 5     | 1970 | William Thackeray                                                                               | Bîlciul deșertăciunilor (I)                                            |
| 6     | 1970 | William Thackeray                                                                               | Bîlciul deșertăciunilor (II)                                           |
| 7     | 1970 | Ionel Teodoreanu                                                                                | Lorelei                                                                |
| 8     | 1970 | Prosper Mérimée                                                                                 | Carmen                                                                 |
| 9     | 1970 | Stendhal                                                                                        | Roșu și negru (I)                                                      |
| 10    | 1970 | Stendhal                                                                                        | Roșu și negru (II)                                                     |
| 11    | 1970 | Octav Dessila                                                                                   | Iubim (I)                                                              |
| 12    | 1970 | Octav Dessila                                                                                   | Iubim (II)                                                             |
| 13    | 1970 | Octav Dessila                                                                                   | Iubim (III)                                                            |
| 14    | 1970 | Gib I. Mihăescu                                                                                 | Donna Alba                                                             |
| 15    | 1970 | Heinrich Mann                                                                                   | Îngerul albastru                                                       |
| 16    | 1970 | Alexandre Dumas                                                                                 | Regina Margot (I)                                                      |
| 17    | 1970 | Alexandre Dumas                                                                                 | Regina Margot (II)                                                     |
| 18    | 1970 | Daniel Defoe                                                                                    | Moll Flanders                                                          |
| 19    | 1970 | Henry James                                                                                     | Portretul unei doamne                                                  |
| 20    | 1970 | Panait Istrati                                                                                  | Neranțula                                                              |
| 21    | 1970 | Jane Austen                                                                                     | Mîndrie și prejudecată                                                 |
| 22    | 1970 | Joseph Bédier Abatele Prévost Bernardin de Saint-Pierre                                         | Tristan și Iseut Manon Lescaut Paul și Virginia                        |
| 23    | 1971 | Honoré de Balzac                                                                                | Șuanii                                                                 |
| 24    | 1971 | Guy de Maupassant                                                                               | Mont-Oriol                                                             |
| 25    | 1971 | Guy de Maupassant                                                                               | Bel-Ami                                                                |
| 26    | 1971 | George Călinescu                                                                                | Enigma Otiliei                                                         |
| 27    | 1971 | André Maurois                                                                                   | Climate                                                                |
| 28    | 1971 | Camil Petrescu                                                                                  | Ultima noapte de dragoste, întîia noapte de război                     |
| 29    | 1971 | Eugen Lovinescu                                                                                 | Mite ♦ Bălăuca                                                         |
| 30    | 1971 | Anișoara Odeanu                                                                                 | Anotimpul pierdut                                                      |
| 31    | 1971 | George Sand                                                                                     | Mauprat                                                                |
| 32    | 1971 | I. S. Turgheniev                                                                                | Prima iubire ♦ Fum                                                     |
| 33    | 1971 | Bolesław Prus                                                                                   | Păpușa (I)                                                             |
| 34    | 1971 | Bolesław Prus                                                                                   | Păpușa (II)                                                            |
| 35    | 1971 | Daphne du Maurier                                                                               | Rebecca                                                                |
| 36    | 1971 | Petru Popescu                                                                                   | Prins                                                                  |
| 37    | 1971 | Jožo Nižnánsky⁠(d)                                                                               | Fîntîna dragostei                                                      |
| 38    | 1972 | Émile Zola                                                                                      | O pagină de dragoste                                                   |
| 39    | 1972 | Zaharia Stancu                                                                                  | Pădurea nebună                                                         |
| 40    | 1972 | Stefan Zweig                                                                                    | Suflete zbuciumate                                                     |
| 41    | 1972 | Claude Anet⁠(d)                                                                                  | Mayerling                                                              |
| 42    | 1972 | Charlotte Brontë                                                                                | Jane Eyre                                                              |
| 43    | 1972 | Alexandre Dumas                                                                                 | O aventură de dragoste ♦ Herminie                                      |
| 44    | 1972 | Jane Austen                                                                                     | Elinor și Marianne                                                     |
| 45    | 1972 | George Călinescu                                                                                | Cartea nunții                                                          |
| 46    | 1972 | Henriette Yvonne Stahl                                                                          | Pontiful                                                               |
| 47    | 1972 | A. I. Kuprin                                                                                    | Duelul                                                                 |
| 48    | 1972 | Honoré de Balzac                                                                                | Béatrix                                                                |
| 49    | 1972 | Jan Otčenášek                                                                                   | Romeo, Julieta și Întunericul                                          |
| 50    | 1972 | John Galsworthy                                                                                 | Sfîrșit de capitol - În așteptare (I)                                  |
| 51    | 1972 | John Galsworthy                                                                                 | Sfîrșit de capitol - Pustietate în floare (II)                         |
| 52    | 1972 | Laurențiu Fulga                                                                                 | Moartea lui Orfeu                                                      |
| 53    | 1972 | Alphonse Daudet                                                                                 | Sapho                                                                  |
| 54    | 1972 | Anka Kovalska⁠(pl)[traduceți]                                                                    | Sîmburele                                                              |
| 55    | 1972 | Guy de Maupassant                                                                               | Mai tare ca moartea                                                    |
| 56    | 1972 | Somerset Maugham                                                                                | Vălul pictat                                                           |
| 57    | 1972 | Walter Scott                                                                                    | Mireasa din Lammermoor                                                 |
| 58    | 1973 | Veniamin Kaverin                                                                                | În fața oglinzii                                                       |
| 59    | 1973 | Ada Orleanu                                                                                     | Bun rămas, crînguri de alun                                            |
| 60    | 1973 | Sergiu Dan                                                                                      | Surorile Veniamin                                                      |
| 61    | 1973 | Gustave Flaubert                                                                                | Salammbô                                                               |
| 62    | 1973 | John Galsworthy                                                                                 | Sfîrșit de capitol - Dincolo de rîu (III)                              |
| 63    | 1973 | Doamna de La Fayette & Benjamin Constant                                                        | Principesa de Clèves ♦ Adolphe                                         |
| 64    | 1973 | Stendhal                                                                                        | Armance                                                                |
| 65    | 1973 | André Gide                                                                                      | Isabela ♦ Simfonia pastorală                                           |
| 66    | 1973 | Mihail Sadoveanu                                                                                | Venea o moară pe Siret                                                 |
| 67    | 1973 | Erich Maria Remarque                                                                            | Arcul de Triumf                                                        |
| 68    | 1973 | Radu Petrescu                                                                                   | Matei Iliescu                                                          |
| 69    | 1973 | Dimităr Dimov                                                                                   | Locotenentul Benz                                                      |
| 70    | 1973 | John Galsworthy                                                                                 | Floarea întunecată                                                     |
| 71    | 1973 | Józef Ignacy Kraszewski                                                                         | Contesa Cosel                                                          |
| 72    | 1973 | Alexandre Dumas                                                                                 | Cele două Diane (I)                                                    |
| 73    | 1973 | Alexandre Dumas                                                                                 | Cele două Diane (II)                                                   |
| 74    | 1973 | Honoré de Balzac                                                                                | Modeste Mignon                                                         |
| 75    | 1973 | Charles Dickens                                                                                 | Poveste despre două orașe                                              |
| 75    | 1973 | François Mauriac                                                                                | Pustiul dragostei                                                      |
| 77    | 1973 | Emmanuel Roblès                                                                                 | O primăvară în Italia                                                  |
| 78    | 1973 | Thomas Hardy                                                                                    | Departe de lumea dezlănțuită                                           |
| 79    | 1974 | Anne Brontë                                                                                     | Necunoscuta de la Wildfell Hall (I)                                    |
| 80    | 1974 | Anne Brontë                                                                                     | Necunoscuta de la Wildfell Hall (II)                                   |
| 81    | 1974 | Thomas Mann                                                                                     | Alteță regală                                                          |
| 82    | 1974 | Daphne du Maurier                                                                               | Verișoara mea Rachel                                                   |
| 83    | 1974 | Viktor Astafief⁠(<span title="Viktor Astafiev\|Viktor Astafief la Wikidata">d)                   | Un păstor și o păstoriță                                               |
| 84    | 1974 | Alexander Karasimeonov                                                                          | Iubire                                                                 |
| 85    | 1974 | Laurențiu Fulga                                                                                 | Alexandra și Infernul                                                  |
| 86    | 1974 | I. Peltz                                                                                        | Foc în Hanul cu Tei                                                    |
| 87    | 1974 | Petru Popescu                                                                                   | Copiii Domnului                                                        |
| 88    | 1974 | Cella Serghi                                                                                    | Iubiri paralele                                                        |
| 89    | 1974 | G. P. Danilevski⁠(<span title="Grigory Danilevsky\|G. P. Danilevski la Wikidata">d)              | Mirovici ♦ Prințesa Tarakanova                                         |
| 90    | 1974 | René Barjavel                                                                                   | Tarendol                                                               |
| 91    | 1974 | Erwin Wickert                                                                                   | O iarnă pe muntele Fuji                                                |
| 92    | 1974 | Yves Gandon                                                                                     | Zulmé                                                                  |
| 93    | 1974 | Carlo Cassola                                                                                   | Logodnica lui Bube                                                     |
| 94    | 1974 | John Galsworthy                                                                                 | Dincolo                                                                |
| 95    | 1974 | Alexandru Struțeanu                                                                             | Fluturii albi mor spre sfîrșitul verii                                 |
| 96    | 1974 | Jan Otčenášek                                                                                   | Pe cînd în rai ploua...                                                |
| 97    | 1974 | Maria Kuncewiczowa                                                                              | Străina                                                                |
| 98    | 1974 | Somerset Maugham                                                                                | Doamna Craddock                                                        |
| 99    | 1974 | Mihail Sebastian                                                                                | Orașul cu salcîmi ♦ Accidentul                                         |
| 100   | 1974 | Garabet Ibrăileanu                                                                              | Adela                                                                  |
| 101   | 1974 | F. Scott Fitzgerald                                                                             | Blîndețea nopții                                                       |
| 102   | 1974 | B. Elvin                                                                                        | Partea mea de comedie                                                  |
| 103   | 1974 | Anton Holban                                                                                    | O moarte care nu dovedește nimic ♦ Ioana                               |
| 104   | 1975 | George Meredith                                                                                 | Diana din Crossways                                                    |
| 105   | 1975 | Mihai Giugariu                                                                                  | Magdalena                                                              |
| 106   | 1975 | Fănuș Neagu                                                                                     | Îngerul a strigat                                                      |
| 107   | 1975 | Henryk Sienkiewicz                                                                              | Aniela                                                                 |
| 108   | 1975 | Werner Heiduczek⁠(d)                                                                             | Un semestru de tandrețe                                                |
| 109   | 1975 | Maurice Baring⁠(d)                                                                               | Daphne Adeane                                                          |
| 110   | 1975 | Marie-Anne Desmarest⁠(d)                                                                         | Torente (I)                                                            |
| 111   | 1975 | Cella Delavrancea                                                                               | O vară ciudată                                                         |
| 112   | 1975 | Cezar Petrescu                                                                                  | Dumineca orbului                                                       |
| 113   | 1975 | Gárdonyi Géza                                                                                   | Contract de căsătorie                                                  |
| 114   | 1975 | Emmanuel Roblès                                                                                 | Ceasul limpezirilor                                                    |
| 115   | 1975 | Jean Cayrol⁠(d)                                                                                  | Să nu uitați că ne iubim ♦ Străinele corpuri                           |
| 116   | 1975 | Thomas Hardy                                                                                    | Doi ochi albaștri                                                      |
| 117   | 1975 | Corneliu Ștefanache                                                                             | Ziua uitării                                                           |
| 118   | 1975 | Charlotte Brontë                                                                                | Villette                                                               |
| 119   | 1975 | Teodor Mazilu                                                                                   | O singură noapte eternă                                                |
| 120   | 1976 | Galina Serebreakova                                                                             | Mireasmă de micsandre                                                  |
| 121   | 1976 | I. Peltz                                                                                        | Nopțile domnișoarei Mili                                               |
| 122   | 1976 | George Meredith                                                                                 | Rhoda Fleming                                                          |
| 123   | 1976 | Jan Kozák⁠(<span title="Jan Kozák (scriitor)\|Jan Kozák la Wikidata">d)                          | Mariana                                                                |
| 124   | 1976 | Gilbert Cesbron                                                                                 | O albina se zbate în fereastră                                         |
| 125   | 1976 | Gala Galaction                                                                                  | Roxana ♦ Doctorul Taifun                                               |
| 126   | 1976 | Milán Füst                                                                                      | Povestea nevestei mele                                                 |
| 127   | 1976 | Alexandre Dumas                                                                                 | Gemenele                                                               |
| 128   | 1976 | Émile Zola                                                                                      | Creație                                                                |
| 129   | 1976 | Alphonse de Lamartine                                                                           | Raphaël ♦ Graziella                                                    |
| 130   | 1976 | Ion Brad                                                                                        | Descoperirea familiei                                                  |
| 131   | 1976 | Victor Hugo                                                                                     | Han din Islanda                                                        |
| 132   | 1976 | Alecu Ivan Ghilia                                                                               | Nopțile Negostinei                                                     |
| 133   | 1976 | Herman Bang                                                                                     | Tine ♦ La calea ferată                                                 |
| 134   | 1977 | Jane Austen                                                                                     | Emma                                                                   |
| 135   | 1977 | Henry Castillou⁠(d)                                                                              | Furtuna din iulie                                                      |
| 136   | 1977 | Claude Spaak⁠(d)                                                                                 | Ordinea și dezordinea                                                  |
| 137   | 1977 | Xavier de Montépin⁠(d)                                                                           | Lumină în amurg                                                        |
| 138   | 1977 | Ion Vlasiu                                                                                      | O singură iubire                                                       |
| 139   | 1977 | Henri de Régnier                                                                                | Șarpele cu doua capete                                                 |
| 140   | 1977 | Nicolae Motoc                                                                                   | Golful sălbatic                                                        |
| 141   | 1977 | Iris Murdoch                                                                                    | Castelul de nisip                                                      |
| 142   | 1977 | Virgil Duda                                                                                     | Cora                                                                   |
| 143   | 1977 | Lilli Promet                                                                                    | Primavera                                                              |
| 144   | 1978 | Marin Sorescu                                                                                   | Trei dinți din față                                                    |
| 145   | 1978 | Erich Maria Remarque                                                                            | Trei camarazi                                                          |
| 146   | 1978 | George Sand Paul de Musset⁠(d)                                                                   | Ea și el El și ea                                                      |
| 147   | 1978 | Maurice Baring⁠(d)                                                                               | Leagănul pisicii                                                       |
| 148   | 1978 | Gabriela Adameșteanu                                                                            | Drumul egal al fiecărei zile                                           |
| 149   | 1978 | Daphne du Maurier                                                                               | Golful francezului                                                     |
| 150   | 1978 | Constantin Chiriță                                                                              | Întîlnirea (I) + (II)                                                  |
| 151   | 1978 | D. H. Lawrence                                                                                  | Fata pierdută                                                          |
| 152   | 1978 | Henry James                                                                                     | Vîrsta ingrată                                                         |
| 153   | 1978 | Atanas Mandadjiev                                                                               | Start spre viață                                                       |
| 154   | 1978 | Mircea Micu                                                                                     | Patima                                                                 |
| 155   | 1978 | Lajos Szilvási⁠(d)                                                                               | Sete de aer                                                            |
| 156   | 1978 | J.M. Caballero Bonald⁠(<span title="José Manuel Caballero\|J.M. Caballero Bonald la Wikidata">d) | Agata ochi de pisică                                                   |
| 157   | 1978 | Marie Chaix⁠(d)                                                                                  | Tăcerile sau viața unei femei                                          |
| 158   | 1979 | Joseph Conrad                                                                                   | Țărmul refugiului                                                      |
| 159   | 1979 | Mihai Duțescu                                                                                   | Această iubire                                                         |
| 160   | 1979 | Mario Soldati                                                                                   | Cele două orașe                                                        |
| 161   | 1979 | André Maurois                                                                                   | Pămîntul făgăduinței                                                   |
| 162   | 1979 | Jean Dutourd⁠(d)                                                                                 | Primăvara vieții                                                       |
| 163   | 1979 | Jean Cayrol⁠(d)                                                                                  | Adevărurile Catherinei                                                 |
| 164   | 1979 | André Dhôtel⁠(d)                                                                                 | Viviane ♦ În lumea intreagă                                            |
| 165   | 1979 | Guy de Maupassant                                                                               | Pierre și Jean                                                         |
| 166   | 1979 | Marie-Anne Desmarest⁠(d)                                                                         | Torente (II)                                                           |
| 167   | 1979 | Vicente Blasco Ibañez                                                                           | Rafael și Maria                                                        |
| 168   | 1979 | Somerset Maugham                                                                                | Julia                                                                  |
| 169   | 1979 | Constantin Bărbuceanu                                                                           | Femei singure                                                          |
| 170   | 1979 | Claude Spaak                                                                                    | Marianne frumoasa mea                                                  |
| 171   | 1980 | Ovidiu Constantinescu                                                                           | Menestrelii regelui Ludovic                                            |
| 172   | 1980 | Liviu Rebreanu                                                                                  | Ion                                                                    |
| 173   | 1980 | Henry James                                                                                     | Între două țărmuri                                                     |
| 174   | 1980 | Emmanuel Roblès                                                                                 | Anotimp zbuciumat                                                      |
| 175   | 1980 | Henry James                                                                                     | Piața Washington                                                       |
| 176   | 1981 | Theodor Fontane                                                                                 | Păcatul ♦ Cécile                                                       |
| 177   | 1981 | Georges Blond⁠(d)                                                                                | Glorie și frumusețe                                                    |
| 178   | 1981 | Yves Gandon                                                                                     | Domnul Miracle                                                         |
| 179   | 1981 | Vicente Blasco Ibañez                                                                           | Printre portocali                                                      |
| 180   | 1981 | Marie-Anne Desmarest⁠(d)                                                                         | Torente (III)                                                          |
| 181   | 1981 | Iris Murdoch                                                                                    | Vlăstarul cuvintelor                                                   |
| 182   | 1981 | Elena Balamaci                                                                                  | Xena și umbrele ei                                                     |
| 183   | 1981 | Paul Gadenne⁠(d)                                                                                 | Siloam                                                                 |
| 184   | 1982 | Krystyna Berwińska⁠(d)                                                                           | Con amore                                                              |
| 185   | 1982 | Karel Josef Beneš⁠(d)                                                                            | Viață furată                                                           |
| 186   | 1982 | Yves Navarre                                                                                    | Iedera                                                                 |
| 187   | 1982 | Émile Zola                                                                                      | Pămîntul                                                               |
| 188   | 1982 | Hortensia Papadat-Bengescu                                                                      | Fecioarele despletite                                                  |
| 189   | 1982 | B. Elvin                                                                                        | În continuare                                                          |
| 190   | 1982 | Claude Roy                                                                                      | Întîlnirea de pe Podul Artelor                                         |
| 191   | 1982 | Gustave Flaubert                                                                                | Doamna Bovary                                                          |
| 192   | 1983 | Luigi Pirandello                                                                                | Exclusa                                                                |
| 193   | 1983 | Régine Andry                                                                                    | O femeie singură                                                       |
| 194   | 1983 | Pierre de Boisdeffre                                                                            | Dragostea și plictisul                                                 |
| 195   | 1983 | Nicoleta Voinescu                                                                               | Drumul spre Constantinopol                                             |
| 196   | 1983 | George Călinescu                                                                                | Cartea nunții                                                          |
| 197   | 1983 | Iris Murdoch                                                                                    | Marea, Marea                                                           |
| 198   | 1983 | Yves Gandon                                                                                     | Înflăcărata Eglé                                                       |
| 199   | 1983 | C. P. Snow                                                                                      | Întoarcerea acasă                                                      |
| 200   | 1983 | Ionel Teodoreanu                                                                                | La Medeleni (I) + (II)                                                 |
| 201   | 1983 | Emilia Pardo Bazán                                                                              | Insolație ♦ Dor                                                        |
| 202   | 1983 | Daniil Granin⁠(d)                                                                                | Tabloul                                                                |
| 203   | 1983 | Giovanni Verga                                                                                  | Poveste de dragoste                                                    |
| 204   | 1983 | Sarmiza Cretzianu                                                                               | Cronica Stăicului                                                      |
| 205   | 1983 | Ludmila Chirițescu                                                                              | Enigma unui ametist                                                    |
| 206   | 1983 | Honoré de Balzac                                                                                | Jean-Louis                                                             |
| 207   | 1984 | Matilde Serao⁠(d)                                                                                | Speranțe                                                               |
| 208   | 1984 | Gib I. Mihăescu                                                                                 | Donna Alba                                                             |
| 209   | 1985 | Constantin Vremuleț                                                                             | Insula                                                                 |
| 210   | 1985 | Emily Brontë                                                                                    | La răscruce de vînturi                                                 |
| 211   | 1985 | Mihail Sebastian                                                                                | Orașul cu salcîmi ♦ Accidentul                                         |
| 212   | 1985 | Anton Holban                                                                                    | Jocurile Daniei ♦ O moarte care nu dovedește nimic ♦ Ioana             |
| 213   | 1985 | Camil Petrescu                                                                                  | Ultima noapte de dragoste, întîia noapte de război ♦ Patul lui Procust |
| 214   | 1985 | Honoré de Balzac                                                                                | Adio ♦ Massimilla Doni ♦ Sarrasine ♦ Secretele prințesei de Cadignan   |
| 215   | 1986 | I. S. Turgheniev                                                                                | Un cuib de nobili ♦ Prima iubire ♦ Apele primăverii                    |
| 216   | 1986 | Ionel Teodoreanu                                                                                | Lorelei                                                                |
| 217   | 1987 | Anthony Trollope⁠(d)                                                                             | Turnurile din Barchester                                               |
| 218   | 1987 | Henri Queffélec                                                                                 | O lumină se aprinde pe mare                                            |
| 219   | 1987 | Eugen Lovinescu                                                                                 | Mite ♦ Bălăuca                                                         |
| 220   | 1987 | Stratis Myrivilis                                                                               | Învățătoarea cu ochii de aur                                           |
| 221   | 1987 | Profira Sadoveanu                                                                               | Rechinul                                                               |
| 222   | 1987 | Thomas Hardy                                                                                    | Idilă pe un turn                                                       |
| 223   | 1987 | Claude Spaak⁠(d)                                                                                 | Ecouri în memoria timpului                                             |
| 224   | 1988 | Luigi Pirandello                                                                                | Giustino Roncella născut Boggiolo ♦ Bătrîni și tineri                  |
| 225   | 1988 | Henri de Régnier                                                                                | Văpaia                                                                 |
| 226   | 1988 | Emmanuel Roblès                                                                                 | Veneția, iarna                                                         |
| 227   | 1988 | Tudor Octavian                                                                                  | Sortiți iubirii                                                        |
| 228   | 1989 | Iuri Trifonov                                                                                   | Casa de pe chei ♦ Altă viață                                           |
| 229   | 1989 | George Meredith                                                                                 | Sandra Belloni                                                         |
| 230   | 1990 | Mihail Sadoveanu                                                                                | Venea o moara pe Siret ♦ Cazul Eugeniței Costea                        |
| 231   | 1990 | Margarita Liberakis                                                                             | Pălăriile de pai                                                       |
| 232   | 1990 | Paul Bourget                                                                                    | Inimă de femeie                                                        |
| 233   | 1990 | Mircea Deac                                                                                     | Pendula nu merge înapoi                                                |
| 234   | 1990 | Régine Andry                                                                                    | O femeie singură                                                       |
| 235   | 1990 | Régine Andry                                                                                    | O fată singură ♦ Zăpezile verii                                        |
| 236   | 1991 | Sorin Holban                                                                                    | Să nu aștepți minuni de la luna septembrie                             |
| 237   | 1991 | Gherghel Nicoleta Olimpia                                                                       | Ritualul alb                                                           |
| 237   | 1991 | Kostas Asimakopoulos                                                                            | Copacul care dansează ♦ Clopotele de seară                             |
| 238   | 1991 | Clorinda Matto de Turner                                                                        | Păsări fără cuib ♦ Sîntem singuri dragostea mea                        |
| 238   | 1991 | Mariana Vartic                                                                                  | O lume fără mine                                                       |
| 239   | 1991 | Arnold Bennett                                                                                  | Pasajul Riceyman                                                       |

## Vezi și
- Catalogul Colecției Biblioteca pentru toți (Editura Minerva)
- Catalogul Colecției Biblioteca pentru toți (Jurnalul Național)
- Biblioteca pentru toți copiii
- Biblioteca școlarului